# Tokamak à configuration variable
Pour les articles homonymes, voir TCV.

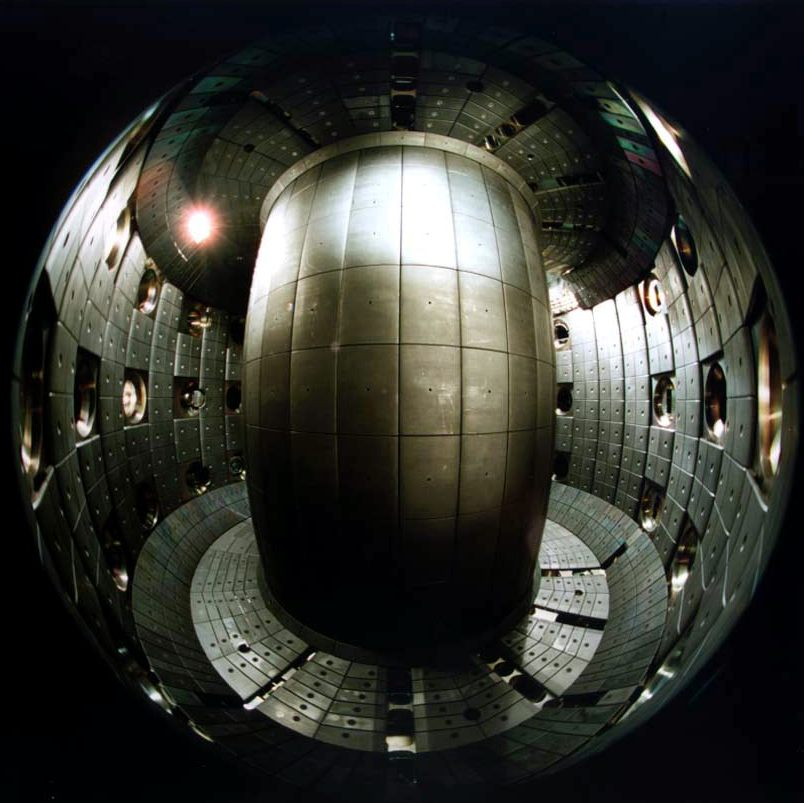
Vue intérieure du tore dont les parois sont recouvertes de tuiles de graphite. Avec l'aimable autorisation du SPC-EPFL.

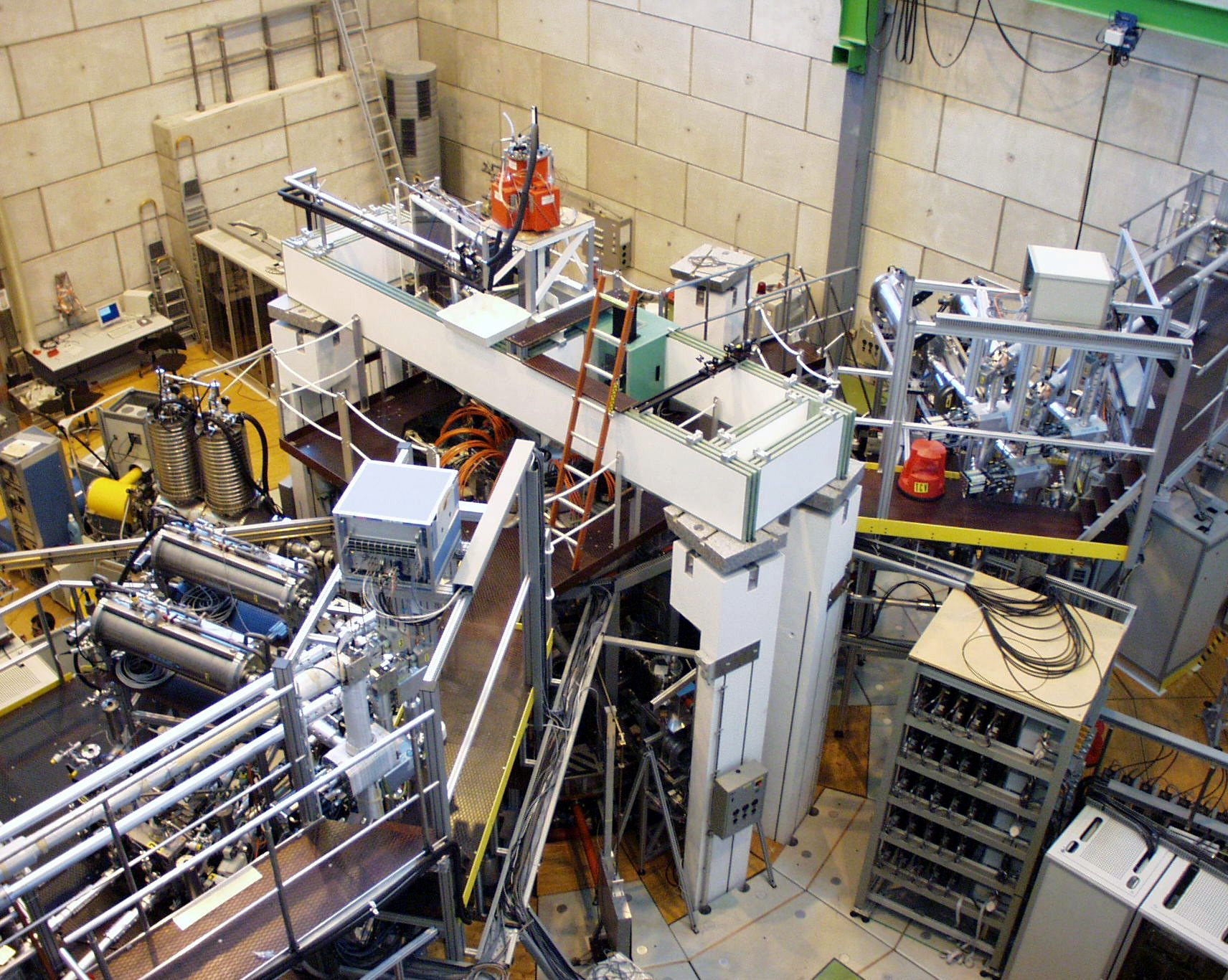
Vue supérieure du tokamak à configuration variable. Avec l'aimable autorisation du SPC-EPFL.

Le Tokamak à configuration variable (TCV) est un réacteur expérimental à fusion, situé en Suisse, à l'École polytechnique fédérale de Lausanne (EPFL). Exploité pour les recherches menées au Swiss Plasma Center, ce Tokamak a été sélectionné comme l'une des trois machines nationales en Europe qui participent à la conception du réacteur international ITER, ainsi qu'au développement du prototype de réacteur commercial DEMO. La particularité de ce Tokamak est d'avoir une section de la chambre trois fois plus haute que large et 16 bobines magnétiques permettant de façonner le plasma. Cette particularité permet d'étudier différentes formes de plasmas. Elle intéresse particulièrement les physiciens car la forme du plasma est liée à la performance du réacteur à fusion nucléaire. En effet, la forme influe sur le confinement et la stabilité du plasma. Le TCV n'a pas été conçu pour produire un nombre important de réactions de fusion. Par contre, sa flexibilité unique pour produire des plasmas de formes variées lui permet de tester de nombreux modèles de plasmas.  Le TCV a officiellement été mis en fonction en novembre 1992.

## Caractéristiques
- Hauteur du plasma : 1,40 mètre
- Rayon mineur : 0,25 mètre
- Rayon majeur : 0,875 mètre
- Courant plasma : 1,2 MA
- Durée de vie du plasma : 2 secondes maximum
- Champ magnétique toroïdal : 1,43 tesla
- Chauffage additionnel : 4,5 MW

## Principales études
- Études sur le confinement et la stabilité du plasma
  - en fonction de la forme du plasma (triangulaire (D et D-inverse), carrée, allongée)
  - amélioration du confinement du cœur
- Études sur les plasmas possédant une forte élongation verticale
- Études avec puissance additionnelle ECRH et ECCD (Electron Cyclotron Resonance Heating & Current Drive)

## Histoire
- 1976 : Première proposition pour construire un Tokamak allongé par la "New Swiss Association"
- 1985 : Deuxième proposition visant à construire un Tokamak très allongé
- 1986 : Proposition accepté du TCV (Tokamak à Configuration Variable)
- 1992 : Première décharge de plasma
- 1997 : Record du monde de l'élongation d'un plasma
- 2000 : Installation du système de chauffage électron cyclotron
- 2015 : Installation d'un système de chauffage par injection de neutres